# Mezinárodní den tance

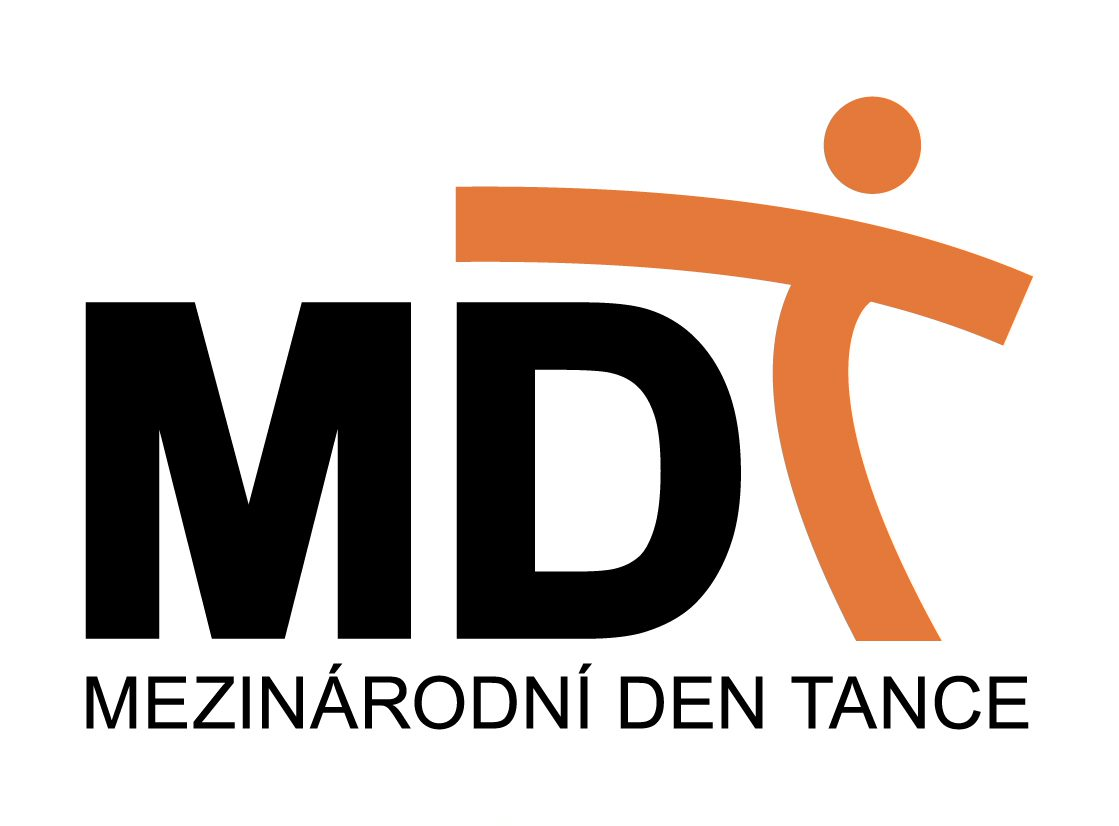
České logo

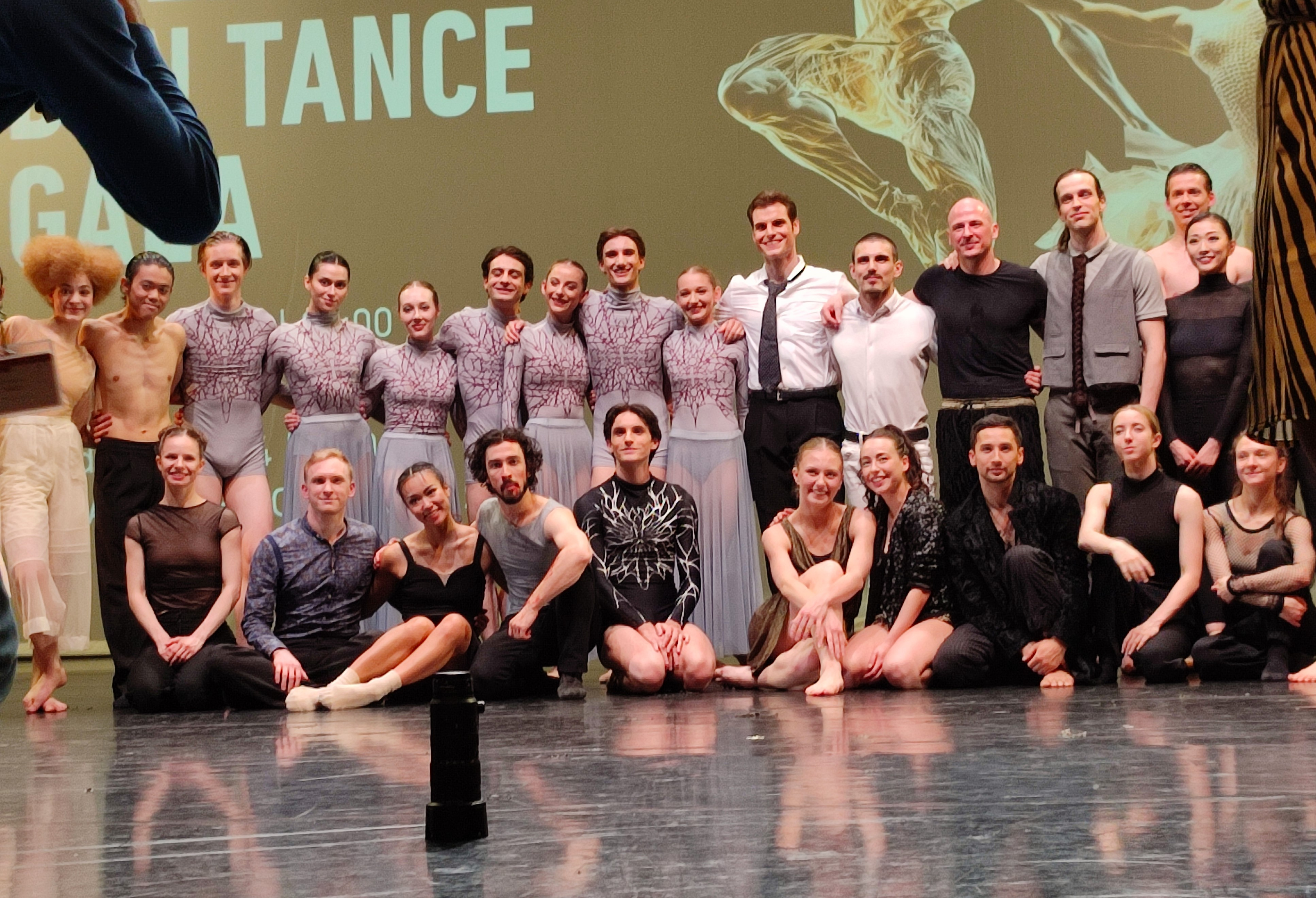
Mezinárodní den tance, Gala večer na Nové scéně Národního divadla v Praze (2024)

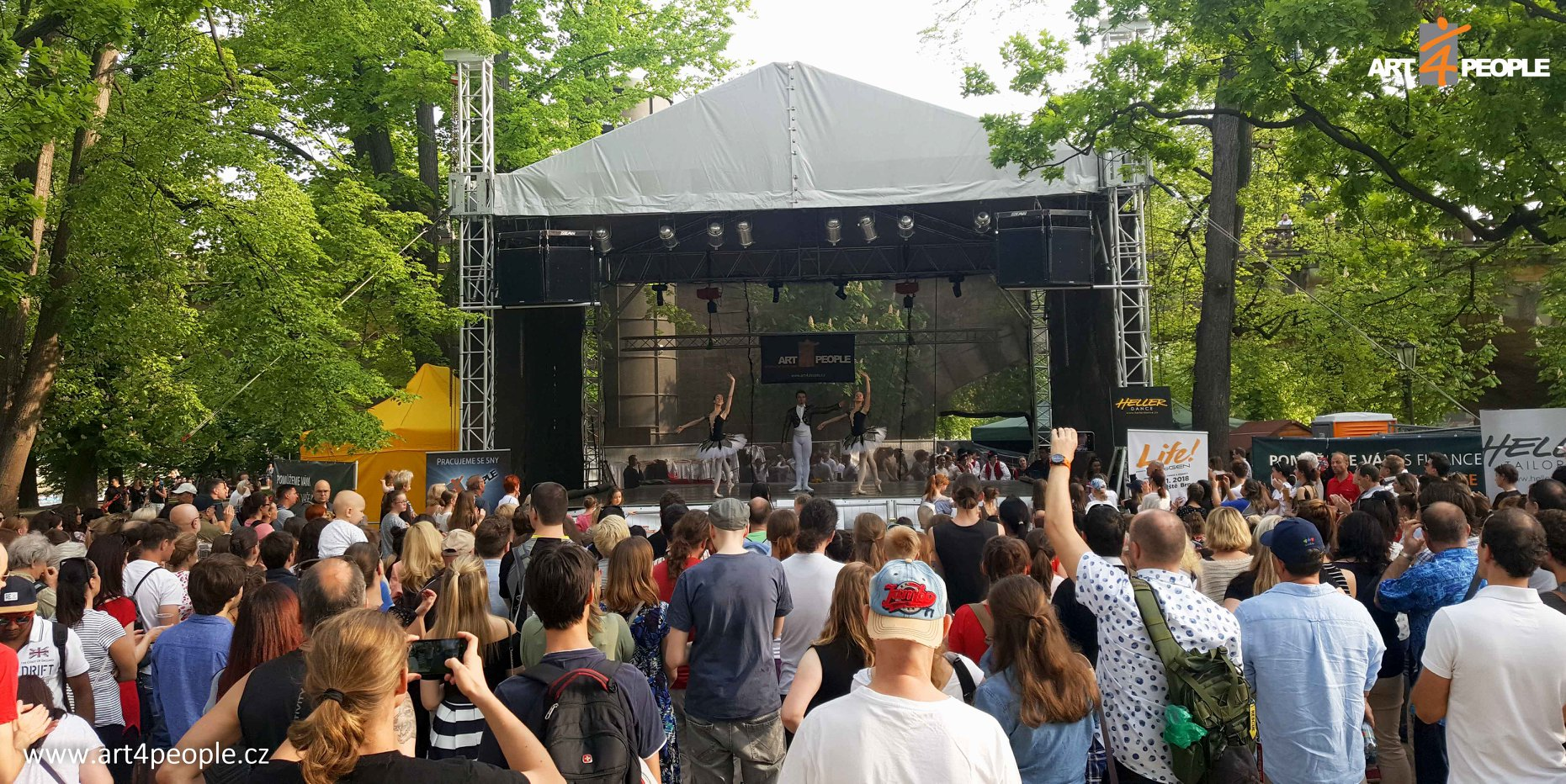
Mezinárodní den tance na Střeleckém ostrově (2021)

Mezinárodní den tance je oficiálně uznávaný svátek, který je po celém světě každoročně oslavován 29. dubna na památku narození velkého tanečního reformátora Jeana-Georgese Noverrea (1727). Svátek byl uznán v roce 1982, kdy jej poprvé vyhlásil Taneční výbor Mezinárodního divadelního institutu ITI. Mezinárodní den tance. V České republice  tuto akci organizuje společnost Art 4 People.

## Mezinárodní den tance v České republice
V České republice se o oslavy svátku zasadila nejprve Vize tance, od roku 2014 akci každoročně pořádá Art 4 People. Událost je určena pro širokou veřejnost. Vstup na akci je zdarma. Celodenní program nabízí taneční vystoupení a workshopy, baletní trénink pod vedením baletních mistrů, vystoupení tanečních souborů předních českých tanečních institucí, další profesionální tělesa, poloprofesionální soubory, amatérské skupiny a taneční after párty. Mezinárodní den tance je průřez napříč všemi tanečními žánry (společenské tance, balet, salsa, pole dance, akrobatický rock and roll, street dance a další). 
V rámci oslav tance je také pořádán celorepublikový flashmob (flashmob v roce 2021 a další), který má za cíl propojovat společnou choreografií vícero lidí, v předem určený čas, na předem určeném místě a s určitou myšlenkou. 
Koná se v Praze, jednak na Střeleckém ostrově, vyvrcholeném 1 až třídenního festivalu je gala večer na Nové scéně Národního divadla. V době pandemie covidu-19 oslavy proběhly pouze v on-line prostředí.
Tradičními uměleckými partnery jsou přední české taneční instituce (např. Národní divadlo Praha, Národní divadlo moravskoslezské, Národní divadlo Brno, Laterna Magika, soubor Národního divadla, Jihočeské divadlo, Moravské divadlo Olomouc, Divadlo J. K. Tyla v Plzni, Divadlo F. X. Šaldy Liberec) a další profesionální tělesa, poloprofesionální soubory i amatérské skupiny.

## 2024
Rozsahem dosud největší byl Mezinárodní den tance 2024, který se oproti předchozím ročníkům rozrostl na třídenní festival. Konal se ve dnech 27.–29. dubna 2024 a nabídl kromě tance také doprovodné akce hudební, učební a společenské, včetně afterparty. Zúčastnily se ho tři desítky souborů a jednotlivců z celého světa, studenti i absolventi tanečních konzervatoří jako je londýnská Covent Garden, Balet Národního divadla Brno, 420 People, DEKKA Dancers, nebo Michal Krčmář z Finského národního baletu v Helsinkách.